# Dzier włochaty
Dzier włochaty (Harpalus (Pseudoophonus) rufipes) – gatunek średniej wielkości chrząszcza z rodziny biegaczowatych oraz podrodziny Harpalinae.

## Opis
Długość jego ciała wynosi od 14 do 16 mm. Pokrywy posiada porośnięte króciutkimi, gęstymi włoskami. Większa część oskórka jest matowo czarna, zaś krawędzie i kończyny są czerwone lub pomarańczowe.

## Występowanie
Występuje w prawie całej Eurazji w tym na terenach całej Europy, północnej Afryki, Makaronezji, Azji Mniejszej, Iranu oraz na Syberii i w Japonii. Wprowadzono go również w Ameryce Północnej. Gatunek ten toleruje szeroki zakres środowisk, od wilgotnych terenów bagnistych poprzez lasy po suche łąki i pola uprawne.

## Znaczenie
Szkody przez dziera włochatego dokonywane są gdy przejdzie ze stadium larwalnego do postaci dorosłego chrząszcza. Żywi się on też nasionami pszenicy i innych zbóż. Można go też spotkać jak żeruje na burakach cukrowych czy truskawkach.